# Књижевна реч
Kњижевна реч је часопис који је излазио од 1972. до 2004. године. Значајно је утицао на југословенску књижевну и културну сцену, нарочито током 80-их година 20. века. Водећи ствараоци тога времена објављивали су овом часопису, који је доносио књижевне актуелности из земље и света.

## О часопису

### Историјат
Покренут је у априлу 1972. године као лист Књижевне омладине Србије, који се убрзо одредио као „лист за књижевност, уметност, културна и друштвена питања“. Од почетка је објављивао, поред прозе и поезије, преводе, критичке и полемичке текстове.  
Први уредник је био Милисав Савић, а у прво уредништво су чинили: Гојко Ђого, Срба Игњатовић, Мирослав Максимовић, Радомир Путник, Слободан Ракитић, Симон Симоновић и Видосав Стевановић.
Током седамдесетих година у уредништву су били и Милутин Петровић, Миодраг Перишић, Радослав Братић, Маринко Арсић Ивков, Јасмина Лукић, Давид Албахари, Радован Бели Марковић, Драги Бугарчић, Душко Новаковић, Адам Пуслојић, Новица Тадић, Гојко Тешић, а од краја 70-их и почетком 80-их и Драги Бугарчић, Никола Вујчић, Милорад Вучелић, Александар Јовановић, Предраг Марковић, Новица Милић, Душко Новаковић, Мирослав Прокопијевић, Јелена Стојановић. Током 80-их у уредништву су били и Светислав Басара, Душан Т. Батаковић, Небојша Васовић, Драган М. Кнежевић и Васа Павковић.
Од 1990. Књижевну реч је објављивао Савез социјалистичке омладине Србије. Иако је овај Савез на почетку те деценије практично престао да постоји, године 1994. отпуштено је читаво уредништво, које су чинили Гојко Божовић, Тихомир Брајовић, Ђорђе Јаков, Саша Јеленковић и Радован Мирковић, заједно са главним и одговорним уредником Милованом Марчетићем. Смењена редакција је покренула нови часопис Реч, у издању Радија Б92, који је излазио редовно до 1999, а потом у дужим интервалима до 2010. године.
Књижевна реч је наставила да излази паралелно са новим часописом све до 2004. године (бр. 525). Од броја 435/436 (април 1994) привремени уређивачки колегијум чинили су Иван Вуковић, Ђорђе Милосављевић, Зоран Стефановић, Срђан Станишић и Добрица Гајић, тада као вд главног и одговорног уредника.
Крајем 1997. године изашао је јубиларни 500 на повећаном броју страна. Тада је било у припреми и електронско издање у оквиру којег су најављене различите библиотеке (прозе, песништва, есеја и драме), али данас су ови садржаји доступни онлајн само на Интернет архиви.

### Периодичност излажења и формат
Осим на самом почетку, часопис је излазио два пута месечно, како се наводи у импресуму 10. и 25. у месецу. Часопис је током првих деценија излазио у формату новинa, који је последњих година излажења промењен.

## Уредници
- Милисав Савић
- Срба Игњатовић
- Милутин Петровић
- Јовица Аћин
- Петар Цветковић
- Гојко Тешић
- Никола Вујчић
- Предраг Марковић
- Милован Марчетић
- Добрица Гајић
- Бојан Јовић
- Срђан Станишић